# Calyptronoma plumeriana
La manacá (Calyptronoma plumeriana) es una especie perteneciente a la familia de las palmeras (Arecaceae).

## Distribución y hábitat
Es originaria de Cuba y La Española donde crece en zonas húmedas cerca de las orillas de los arroyos en alturas superiores a 450 m s. n. m.

## Descripción
Tiene un estípite solitario que alcanza los  4-10 m de altura, con  10-20 cm de diámetro.
Los pétalos de las flores masculinas, son comestibles.

## Taxonomía
Calyptronoma plumeriana fue descrita por (Mart.) Lourteig y publicado en Phytologia 65(6): 484. 1989.
Etimología
Calyptronoma: nombre genérico que deriva de kalyptra = "tapa" y nomos = "que está en uso habitual", en referencia a la parte superior de la corola de la flor pistilada que es empujada fuera como una tapa o tapón.
plumeriana: epíteto latino que significa "con penacho".
Sinonimia
- Geonoma plumeriana Mart.
- Calyptrogyne plumeriana (Mart.) Roncal
- Geonoma dulcis C.Wright ex Griseb.
- Calyptronoma dulcis (C.Wright ex Griseb.) H.Wendl.
- Calyptronoma intermedia H.Wendl.
- Geonoma intermedia (H.Wendl.) B.S.Williams
- Calyptrogyne dulcis (C.Wright ex Griseb.) M.Gómez
- Calyptrogyne clementis León
- Calyptrogyne intermedia M.Gómez ex Léon
- Calyptrogyne microcarpa León
- Calyptronoma clementis (León) A.D.Hawkes
- Calyptronoma microcarpa (León) A.D.Hawkes
- Calyptronoma clementis subsp. orientensis O.Muñiz & Borhidi[6]